# Juan Carlos Nario
Juan Carlos Nario Menezes (Artigas, Uruguay, 23 de noviembre de 1903 - Montevideo, Uruguay, 14 de febrero de 1984) fue un político y magistrado uruguayo, quien se desempeñó como subsecretario (viceministro) de Instrucción Pública y Previsión Social entre 1938 y 1941. Posteriormente desarrolló una carrera judicial que culminó como miembro del Tribunal de lo Contencioso Administrativo desde 1962 hasta 1972.

## Primeros años
Nació en Artigas el 23 de noviembre de 1903, hijo de Juan Ignacio Nario y de María Cándida Menezes.  
Cursó estudios en la Facultad de Derecho de la Universidad de la República hasta obtener el título de abogado. 

## Primeros cargos políticos
Adherente al sector herrerista del Partido Nacionall, en las elecciones de 1938 fue electo segundo suplente del diputado Ramón Salgado por la lista 55 de dicho sector.
En setiembre de 1938 fue nombrado vocal del Directorio del Instituto de Jubilaciones y Pensiones, donde permanecería por escasos meses.

## Subsecretario de Instrucción Pública y Previsión Social
En efecto, en diciembre de 1938 fue designado Subsecretario del Ministerio de Instrucción Pública y Previsión Social por el presidente Alfredo Baldomir y el ministro Toribio Olaso.
Tras la sustitución de Olaso por Abalcázar García como ministro de dicha cartera, en diciembre de 1940 Nario fue confirmado como subsecretario, cesando en el cargo en marzo de 1941 al renunciar el ministro García.

## Juez de Paz en la capital
En octubre de 1941 inició su carrera judicial al ser nombrado Juez de Paz de la 3° sección judicial de Montevideo.

## Juez Letrado en el interior
En marzo de 1943 fue ascendido a Juez Letrado del departamento de Artigas.
En junio de 1945 fue trasladado al Juzgado Letrado de Río Negro, y en junio de 1948 al Juzgado Letrado de Durazno.
Finalmente, en agosto de 1950 fue designado Juez Letrado de Canelones de Segundo Turno, que sería su último destino en el interior del país.

## Juez Letrado en la capital
En marzo de 1952 recibió un nuevo ascenso al pasar a cumplir funciones en Montevideo como Juez Letrado de Instrucción y Correccional de Quinto Turno.

## Tribunal de lo Contencioso Administrativo
El 28 de febrero de 1962 la Asamblea General lo designó, por 88 votos, como miembro del Tribunal de lo Contencioso Administrativo (TCA), junto a Alberto Sánchez Rogé, José María Piñeyro, Carlos Durán Rubio y José María França. Prestó juramento el mismo día.
Dicho tribunal se encontraba completamente desintegrado luego del cese de quienes habían conformado su primera integración en 1952, Eliseo Bordoni Posse, Fermín Garicoits, Carlos María Larghero, Raúl Moretti y Roberto Zubillaga.
Ocupó la Presidencia del TCA durante el año 1965, y nuevamente en 1972.
Cesó en su cargo en el mencionado Tribunal en febrero de 1972, al completar el plazo máximo de 10 años en el mismo establecido según el artículo 308 de la Constitución, que se remite en cuanto a las condiciones para ocupar dicho cargo a las previstas para los miembros de la Suprema Corte de Justicia.
La vacante que dejó fue cubierta en mayo del mismo año con el ingreso de Gilberto Echeverry en su calidad de ministro más antiguo de los Tribunales de Apelaciones, como lo preveía la nueva Constitución aprobada en 1967.

## Vida personal. Fallecimiento
Contrajo matrimonio en 1929 con Rosa García da Rosa, de quien se divorció, y volvió a casarse en segundas nupcias con Custodia Diamantina di Cicco en 1947.
Juan Carlos Nario falleció en Montevideo el 14 de febrero de 1984, a los 80 años de edad.